# Bactria

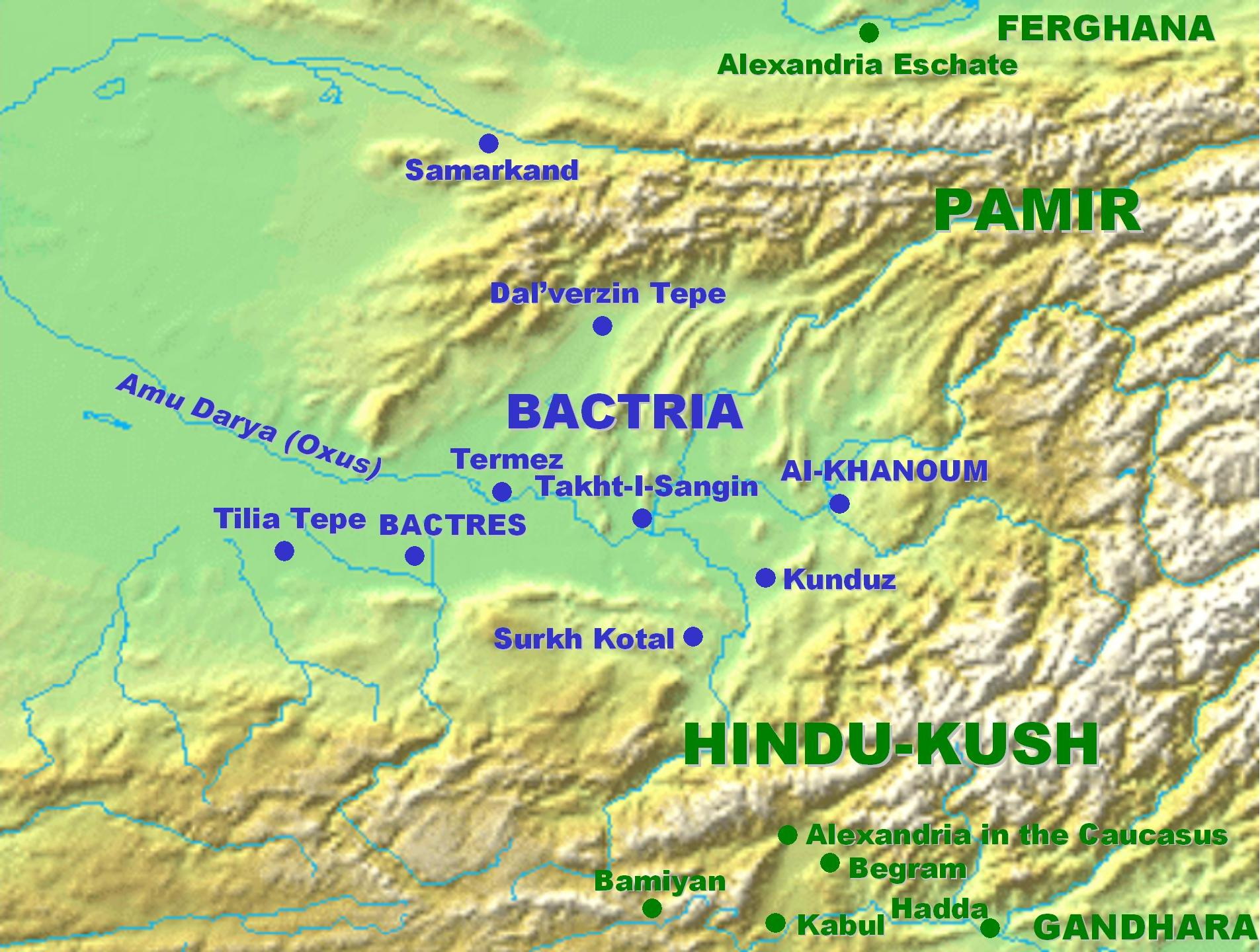
Các đô thị cổ của Bactria.

Bactria hay Bactriana (tiếng Hy Lạp: Βακτριανα, tiếng Ba Tư: بلخ Bākhtar), thư tịch Hán văn ghi là 大夏 (Hán-Việt: Đại Hạ), là tên gọi cổ đại của một khu vực lịch sử tại Trung Á, nằm trong phạm vi của dãy Hindu Kush và sông Amu Darya (Oxus). Nó là một phần của vùng ngoại biên thế giới Iran và vùng lãnh thổ này ngày nay thuộc về Afghanistan, Tajikistan, Uzbekistan và một phần nhỏ của Turkmenistan.
Biên giới phía đông của Bactria là khu vực Gandhara cổ đại. Ngôn ngữ Bactria là ngôn ngữ thuộc nhóm Đông Iran, là một nhóm ngôn ngữ của ngữ tộc Ấn-Iran, một tộc của ngữ hệ Ấn-Âu.
Người Bactria là tổ tiên của người Tajik, người Uzbek, người Pashtun và người Pamiri ngày nay.

## Địa lý
Theo P. Leriche:
Bactria, phần lãnh thổ có thủ đô là Bactra, ban đầu gồm các đồng bằng nằm giữa Hindu Kush và Āmū Daryā với những chuỗi ốc đảo nông nghiệp phụ thuộc vào nước lấy từ các con sông của Balḵ (Bactra), Tashkurgan, Kondūz, E-Sar Pol, và Šīrīn Tagāō. Khu vực này đóng một vai trò lớn trong lịch sử Trung Á. Tại nhiều thời điểm, giới hạn chính trị của Bactria vượt xa ra khỏi phạm vi địa lý của vùng đồng bằng Bactria.

## Lịch sử

### Phức hệ khảo cổ Bactria-Margiana

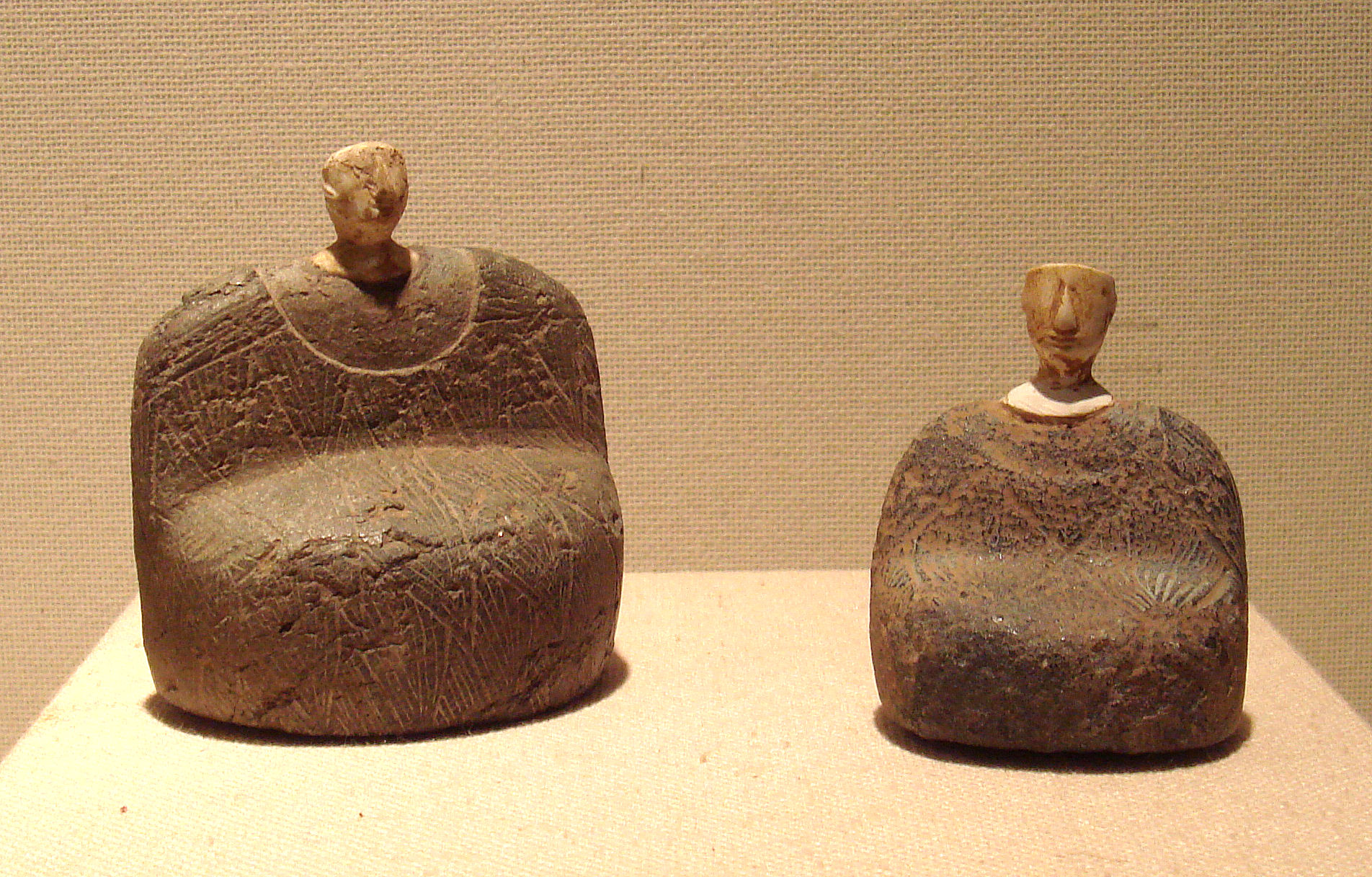
tượng Nữ thần Bactria, Afghanistan, 2000–1800 TCN.

Phức hệ khảo cổ Bactria-Margiana (BMAC, còn được gọi là "nền văn minh Oxus") là cụm từ khảo cổ học hiện đại dùng để chỉ một nền văn hóa thời đại đồ đồng của Trung Á ngày khoảng năm 2200-1700 trước Công nguyên, nằm ở Turkmenistan ngày nay, miền Bắc Afghanistan, miền nam Uzbekistan và phía tây Tajikistan, trung tâm thượng nguồn sông Amu Darya (Oxus), trong khu vực bao gồm Bactria cổ. Các di chỉ của nó đã được phát hiện và đặt tên bởi nhà khảo cổ học Liên Xô Viktor Sarianidi (năm 1976). Bactria là tên Hy Lạp cho khu vực của Bactra (Balkh ngày nay) ở phía bắc Afghanistan, và Margiana là tên tiếng Hy Lạp của tỉnh Ba Tư Margu, thủ phủ tại Merv, ở Turkmenistan ngày nay.
Sử gia Hy Lạp,Ctesias -khoảng năm 400 TCN- là người đầu tiên (tiếp theo là Diodorus Siculus) cho rằng vịvua Assyria huyền thoại Ninus đã đánh bại một vị vua Bactria tên là Oxyartes vào khoảng năm 2140 trước Công nguyên, hoặc khoảng 1000 năm trước khi cuộc chiến tranh thành Troy.
Theo một số nhà nghiên cứu, Bactria là quê hương của các bộ tộc Ấn-Âu, họ di chuyển về phía tây nam đến Iran và tới khu vực Tây Bắc Ấn Độ khoảng năm 2500-2000 trước Công nguyên. Sau này, nó đã trở thành tỉnh phía bắc của Đế chế Ba Tư ở Trung Á.

### Cyrus Đại đế
Bactria thuộc đế quốc Iran từ giai đoạn đầu của quốc gia này. E. Herzfeld cho rằng Bactria thuộc về đế quốc Medes. Nó bị Cyrus Đại đế sáp nhập vào đế quốc Ba Tư vào thế kỉ 6 TCN và cùng với Margiana nó tạo thành xatrapy (tỉnh) thứ 12 của Ba Tư. Sau khi Darius III của Ba Tư bị Alexandros Đại đế đánh bại và bị sát hại trong sự hỗn loạn xảy ra sau đó thì kẻ sát hại ông là Bessus, phó vương của Bactria, đã cố gắng để tổ chức một quốc gia kháng chiến trên cơ sở vùng đất của ông ta nhưng đã bị các tướng lĩnh khác bắt và nộp cho Alexandros. Ông ta sau đó bị tra khảo và bị giết.

### Alexandros Đại đế
Alexandros xâm chiếm Sogdiana và Iran nhưng ở phía nam, vượt qua sông Oxus thì ông đã vấp phải sức kháng cự mạnh mẽ. Sau 2 năm chiến tranh Bactria trở thành một tỉnh của đế quốc Macedonia, nhưng Alexandros đã không chinh phục được người dân. Sau khi Alexandros chết, đế quốc Macedonia bị phân chia giữa các tướng lĩnh trong quân đội của chính ông. Bactria trở thành một phần của đế quốc Seleucid, đặt theo tên người sáng lập ra triều đại này là Seleukos I.

### Đế quốc Seleucid
Người Macedonia (đặc biệt là Seleukos I và con trai Antiochus I), thành lập đế quốc Seleucid và thiết lập nhiều đô thị Hy Lạp lớn ở miền đông Iran, và ngôn ngữ Hy Lạp đã chiếm vai trò chủ chốt ở thời gian này.

### Vương quốc Hy Lạp-Bactria

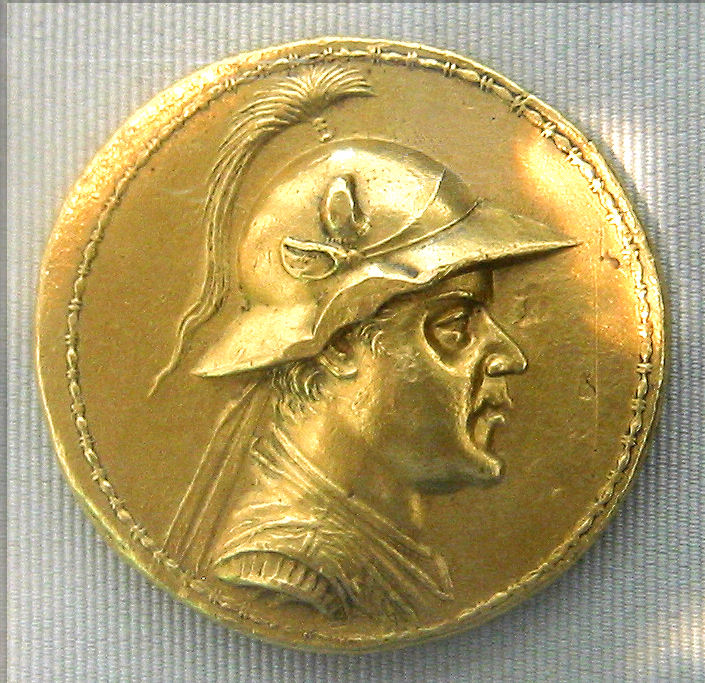
Stater vàng cuat vua Hy Lạp-Bactria Eucratides, đồng tiền vàng lớn nhất trong thời cổ đại.

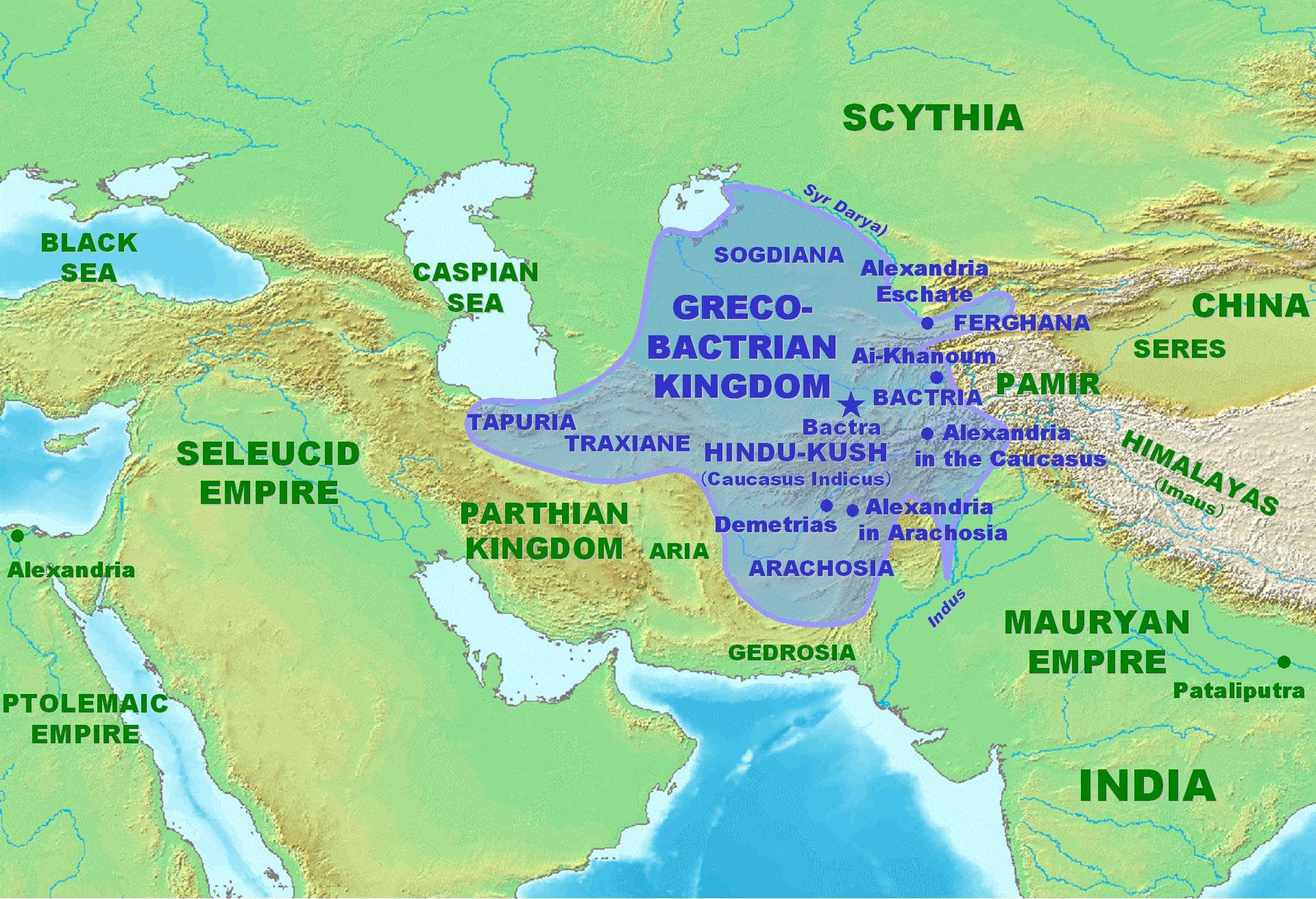
Bản đồ vương quốc Hy Lạp-Bactria khi mở rộng nhất, khoảng năm 180 TCN.

"Đế quốc Bactria danh tiếng với ngàn đô thị, đắm mình trong sự giàu có (opulentissimum illud mille urbium Bactrianum imperium)"
Nhiều khó khăn mà các vị vua nhà Seleukos vấp phải cũng như các cuộc tấn công của Ptolemaios II của Ai Cập, đã tạo cơ hội cho Diodotus, phó vương của Bactria tuyên bố độc lập (khoảng 255 TCN) và xâm chiếm Sogdiana. Ông là người sáng lập ra vương quốc Hy Lạp-Bactria. Diodotus và những người kế vị ông đã có thể đứng vững trước các cuộc tấn công từ phía đế quốc Seleucid, cụ thể là từ Antiochus III Đại đế, người cuối cùng bị Cộng hòa La Mã đánh bại vào năm 190 TCN.
Vương quốc Hy Lạp-Bactria đủ mạnh để có thể mở rộng lãnh thổ của mình xa tới Ấn Độ. Strabo từng viết:
"Còn đối với Bactria, một phần của nó nằm dọc theo Aria về phía bắc, mặc dù phần lớn của nó nằm trên Aria và về phía đông của nó. Và phần lớn của nó sản xuất mọi thứ, ngoại trừ dầu. Người Hy Lạp, những người đã tạo ra một Bactria nổi dậy lớn mạnh dựa trên sự phì nhiêu của đất nước mà họ đã trở thành chủ nhân, không chỉ của mỗi Bactria mà còn vượt xa, tới cả Ấn Độ, như Apollodorus của Artemita nói: và số bộ lạc bị họ chinh phục còn nhiều hơn so với bị Alexandros chinh phục...." 
Người Hy Lạp-Bactria sử dụng tiếng Hy Lạp cho các mục đích hành chính, và tiếng Bactria bản địa cũng bị Hy Lạp hóa, như được thấy từ sự chấp nhận bảng chữ cái Hy Lạp và các từ vay mượn từ tiếng Hy Lạp. Đến lượt mình, một số trong số các từ này cũng được tiếng Pashto ngày nay vay mượn.

### Vương quốc Ấn-Hy Lạp

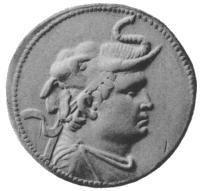
Người sáng lập ra vương quốc Ấn-Hy Lạp, Demetrius I (205–171 TCN), đội mũ kiểu mảng da đầu voi, biểu tượng cuộc xâm chiếm Ấn Độ của ông.

Vua Bactria Euthydemus và con trai ông Demetrius đã vượt qua Hindu Kush và bắt đầu xâm chiếm Bắc Afghanistan cùng thung lũng sông Ấn. Trong một khoảng thời gian ngắn, họ đã có thế lực lớn: một đế quốc của người Hy Lạp dường như đã lớn mạnh lên tại phương Đông. Nhưng đế quốc này đã bị xé lẻ do các bất đồng nội bộ và các cuộc chiếm đoạt liên tục. Khi Demetrius tiến xa vào Ấn Độ thì một trong các viên tướng của ông, Eucratides, đã tự tuyên bố làm vua Bactria, và rất nhanh chóng sau đó trong mỗi tỉnh đều nổi lên những kẻ tiếm quyền khác, những người đều tự tuyên bố mình là vua và đánh lẫn nhau.
Phần lớn trong số này ngày nay chỉ biết đến nhờ các đồng tiền xu của họ, mà phần lớn trong số đó được tìm thấy tại Afghanistan, Pakistan và Ấn Độ. Do các cuộc chiến tranh này, vị trí thống lĩnh của người Hy Lạp bị suy giảm nhanh chóng hơn nhiều so với nếu như không có các cuộc chiến này. Sau Demetrios và Eucratides, các vị vua đã từ bỏ tiêu chuẩn Attica trong đúc tiền và đề ra tiêu chuẩn bản địa, không còn nghi ngờ gì nữa là để thu hút sự ủng hộ từ cộng đồng người Hy Lạp thiểu số từ bên ngoài.
Tại Ấn Độ, điều này còn đi xa hơn nữa. Vua Hy Lạp-Ấn Độ Menander I (được biết như là Milinda tại Ấn Độ), được công nhận như là một vị vua chinh phục vĩ đại, đã cải đạo sang theo Phật giáo. Những người kế vị ông đã có thể giữ lấy quyền lực cho tới vị vua Hy Lạp -Ấn Độ cuối cùng còn được biết đến là vị vua có tên gọi là Strato II, vị vua cai trị tại khu vực Punjab cho tới khoảng năm 55 TCN. Tuy nhiên, các nguồn khác lại coi sự kết thúc thời gian trị vì của Strato II vào khoảng năm 10.

### Người Saka và Nguyệt Chi

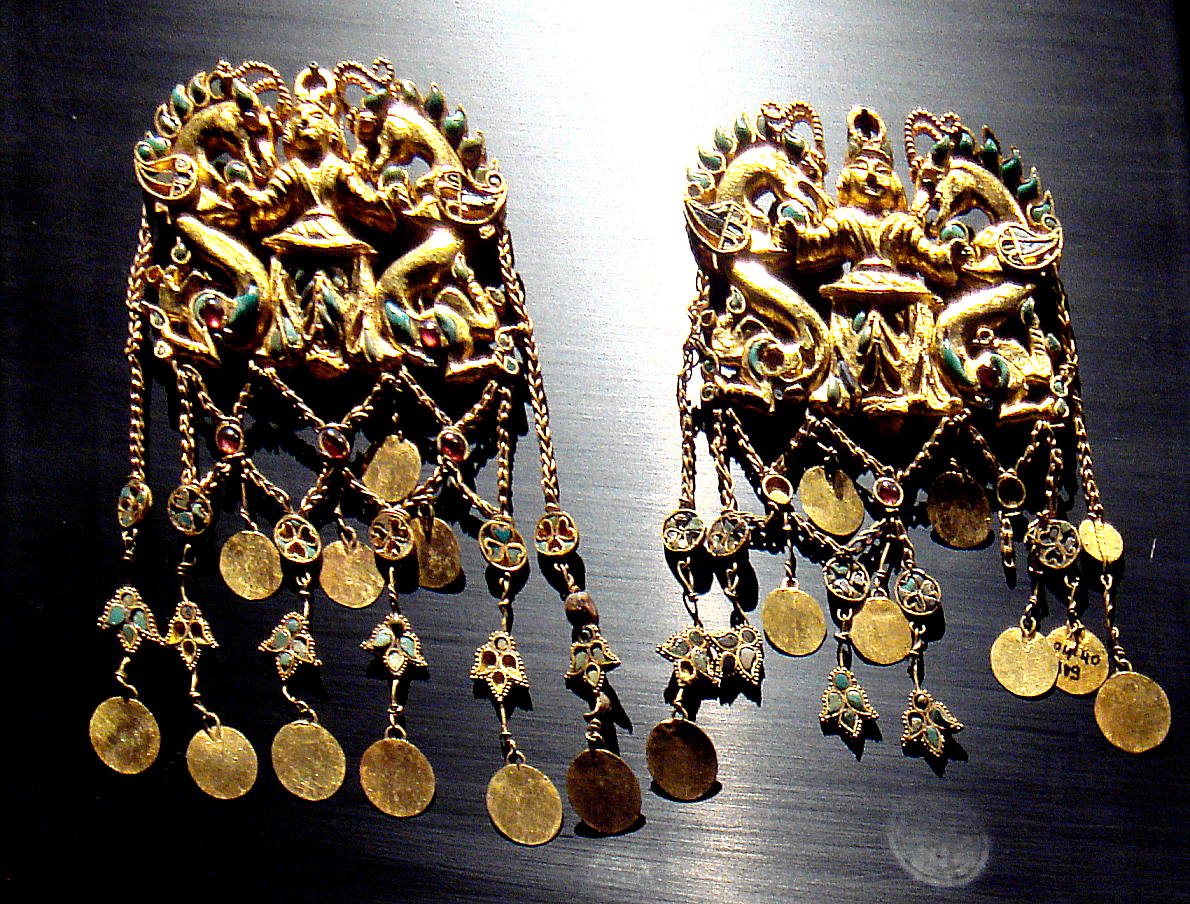
Kho báu từ khu mộ táng hoàng tộc Tillia tepe được coi là của người Saka tại Bactria trong thế kỷ 1 TCN.

Sự suy yếu của đế quốc Hy Lạp-Bactria được chỉ ra bằng sự lật đổ đột ngột và toàn bộ của nó, đầu tiên là do người Saka và sau đó là do người Nguyệt Chi (sau này được biết tới như là người Quý Sương), những người đã xâm chiếm Đại Hạ (= Bactria) vào khoảng thời gian mà Trương Khiên, người được Hán Vũ đế phái đi thăm dò khảo sát các vùng đất phía tây Trung Quốc, tới đây (khoảng năm 127 TCN).
Kujula Kadphises, tây hầu (hay vương) Quý Sương của Đại Nguyệt Chi, hợp nhất khu vực này vào đầu thế kỷ 1 và đặt nền tảng cho một đế quốc hùng mạnh nhưng tồn tại ngắn ngủi là vương triều Quý Sương (thế kỷ 1-3), sau đó bị người Sassanian từ Ba Tư lật đổ.

### Tiếp xúc với Trung Hoa

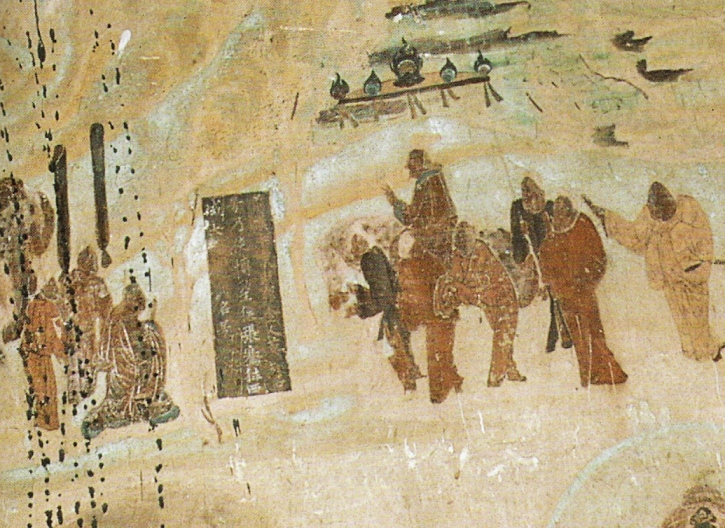
Trương Khiên được Hán Vũ Đế đưa tiễn trước chuyến thám hiểm tới Trung Á từ 138 tới 126 TCN, tranh trên tường tại hang Mạc Cao, khoảng 618–712.

Tên gọi Đại Hạ xuất hiện trong tiếng Trung từ thế kỷ 3 TCN để chỉ một vương quốc bí ẩn ở phía tây, có thể là kết quả của những cuộc tiếp xúc đầu tiên với sự mở rộng của vương quốc Hy Lạp-Bactria, và sau đó được nhà thám hiểm Trương Khiên sử dụng năm 126 TCN để chỉ Bactria.
Các báo cáo của Trương Khiên được ghi chép lại trong Sử ký của Tư Mã Thiên trong thế kỷ 1 TCN. Các báo cáo này miêu tả một nền văn minh đô thị quan trọng của khoảng 1 triệu người sinh sống trong các đô thị có thành quách bao quanh dưới quyền của các vị tiểu vương. Đại Hạ là đất nước giàu có nhiều chợ búa, buôn bán nhiều chủng loại hàng hóa, có nguồn gốc xa tới tận vùng Hoa Nam. Vào thời gian Trương Khiên tới Đại Hạ, tại đây đã không còn vị đại vương và người Bactria đã tôn người Nguyệt Chi du cư, những người sinh sống ở vùng lãnh thổ phía bắc bên kia sông Amu Darya (Oxus), lên làm bá chủ. Về tổng thể Trương Khiên mô tả những người tinh tế nhưng mất hết tinh thần do sợ hãi chiến tranh.
Tiếp theo những báo cáo này, Hán Vũ Đế còn được thông báo về mức độ tinh tế của văn minh đô thị Ferghana, Bactria và Parthia và ông tỏ ra thích thú với việc phát triển mối quan hệ thương mại với họ:
"Thiên tử khi nghe thấy những điều này đã nói rằng: Đại Uyên (大宛, Ferghana) và những vùng thuộc Đại Hạ (Bactria) cùng An Tức (安息, Parthia) là các nước lớn, sản vật phong phú, với dân cư sống trong các nơi cố định và có nghề nghiệp gần giống như của người Hán, nhưng có quân đội yếu và trả giá cao cho các sản vật của Trung Hoa" (Hán thư).
Những mối tiếp xúc này ngay lập tức dẫn tới việc sai phái nhiều đoàn sứ giả từ Trung Quốc tới và điều đó giúp cho Con đường tơ lụa được phát triển.

### Tokharistan
Sau khi người Nguyệt Chi định cư (được mô tả ở phương Tây là "người Tocharia"), vùng đất quanh Bactria được gọi là Tokharistan. Lãnh thổ của Tokharistan giống hệt với vùng Bactria của người Quý Sương, bao gồm các vùng Surkhandarya, miền Nam Tajikistan và miền Bắc Afghanistan.
Các tác phẩm văn học đầu tiên đề cập đến Tokharistan xuất hiện vào cuối thế kỷ thứ 4 trong nguồn Phật giáo Trung Quốc (Vibhasa-sastra). Tuy nhiên, những đề cập đầu tiên đến người Tocharia xuất hiện sớm hơn nhiều, trong thế kỷ 1 trước Công nguyên, khi Strabo đề cập đến "người Tokharia, cùng với người Assianis, Passianis và Sakaraulis, đã tham gia vào việc hủy diệt vương quốc Hy Lạp-Bactria" trong nửa sau của thế kỷ thứ 2 trước Công nguyên. Ptolemy cũng đề cập đến một bộ lạc Tokharia lớn trong Bactria, mô tả vai trò trung tâm của người Tokharia giữa các bộ tộc khác ở Bactria.
Từ thế kỷ 1 đến thế kỷ thứ 3, Tokharistan nằm dưới sự cai trị của người Quý Sương. Tiếp theo sau họ là người Sassanid (Ấn-Sassanid). Sau đó, trong thế kỷ thứ 5, nó được kiểm soát bởi người Tây Nhung và người Hephthalite. Trong thế kỷ thứ 7, sau một thời gian ngắn dưới sự cai trị của các Khaganat người Turk, nó bị chinh phục bởi người Ả Rập và sau đó quân Mông Cổ và sau này, bởi người Nga.